# Zelotibia paucipapillata
Zelotibia paucipapillata es una especie de araña araneomorfa del género Zelotibia, familia Gnaphosidae. Fue descrita científicamente por Russell-Smith & Murphy en 2005.
Habita en el Congo y Burundi.